# جيم فوكس (منافس ألعاب قوى)
جيم فوكس (بالإنجليزية: Jim Fuchs)‏ هو منافس ألعاب قوى أمريكي، ولد في 6 ديسمبر 1927 في شيكاغو في الولايات المتحدة، وتوفي في 8 أكتوبر 2010 في مانهاتن في الولايات المتحدة.

## وصلات خارجية
- جيم فوكس على موقع الاتحاد الدولي لألعاب القوى (الإنجليزية)
- جيم فوكس على موقع الاتحاد الأمريكي لسباقات المضمار والميدان (الإنجليزية)
- جيم فوكس على موقع الاتحاد الأمريكي لسباقات المضمار والميدان، قاعة المشاهير (الإنجليزية)
- جيم فوكس على موقع اللجنة الأولمبية الدولية (الإنجليزية)
- جيم فوكس على موقع أوليمبيديا (الإنجليزية)